# Plouguenast-Langast
Plouguenast-Langast község Franciaország Bretagne régiójában, Côtes-d’Armor megyében. Új községként 2019. január 1-jén jött létre két korábbi község: Plouguenast és Langast egyesítésével. Lakosainak száma 2390 fő (2022. január 1.).

## Népesség
| Lakosok száma | 2487 | 2468 | 2448 | 2429 | 2406 | 2390 |
|               | 2017 | 2018 | 2019 | 2020 | 2021 | 2022 |